# شهرستان بلین (مونتانا)
شهرستان بلین، مونتانا (به انگلیسی: Blaine County, Montana) یک سکونتگاه مسکونی در ایالات متحده آمریکا است که در ایالت مونتانا واقع شده‌است.

## خصوصیات
شهرستان بلین ۱۰٬۹۷۹٫۰۲ کیلومترمربع مساحت دارد.